# Задел Барнс Бадінгтон Густафсон
Задел Барнс Бадінгтон Густафсон (англ. Zadel Barnes Budington Gustafson; 9 березня 1841—1917) — американська письменниця, поетеса і журналістка.

## Біографія
Задел Барнс народилася в Міддлтауні, штат Коннектикут. Вона була дочкою Двейна Барнса та Синтії Тернер. У молодості почала писати вірші, оповідання та нариси.
Публікує статті статті у провідних виданнях, включаючи Pall Mall Gazette, Leslie's Weekly та Harper's Monthly Magazine. Протягом двох років була політичною редакторкою Springfield Republican у Спрінгфілді, штат Массачусетс. Написала данину поваги поетові Вільяму Каллену Браянту, про яку Джон Грінліф Віттієр написав: «Я можу порівняти це лише з Люсідами Мілтона, він гідний принаймні будь-якого живого поета». Її вірш Little Martin Craghan, заснований на реальній історії 12-річного хлопчика, героїзм якого коштував йому життя в шахтах у Пітстоні, штат Пенсільванія, став дуже популярним. Її опубліковані роботи з'являлися під іменем Zadel Turner Barnes, а також ZB Budington і ZB Gustafson. 
У 1857 році, в 16 років, стала дружиною Генрі Аарона Будінгтона (1831—1920). Народила двох синів, Джастін Ллевеллін Бадінгтон (1859 р.н.) і Генрі Аарон Бадінгтон (пізніше Волд Барнс) (1865 р.н.). Розлучилися приблизно в 1879 році. Пізніше пошлюбила Акселя Карла Йохана Густафсона. Народила сина Еммануеля Густафсона. Вона була бабусею Джуни Барнс від її сина Волда.

## Публікації
- Чи може Старе кохання? (Бостон, 1871)
- Мег, Пастораль та інші вірші (Бостон, 1879)
- Женев'єв Уорд; Біографічний нарис (Бостон, 1882)

Редакторка:
- Zophiel, Марія Говен Брукс, з ескізом авторки (Бостон, 1879)